# L'Ultime Razzia
Pour les articles homonymes, voir Killing.
Pour plus de détails, voir Fiche technique et Distribution.
L'Ultime Razzia (The Killing) est un film américain réalisé par Stanley Kubrick, sorti en 1956.
Adapté du roman Clean Break de Lionel White publié en 1955, il s'agit du troisième long métrage du réalisateur, filmé en noir et blanc, avec Sterling Hayden, Coleen Gray et Elisha Cook Jr. pour interprètes principaux. Le film illustre le thème du fiasco, qui, comme le souligne Guillemette Odicino dans sa critique publiée dans Télérama, « ne cessera de parcourir l'œuvre du cinéaste. »

## Synopsis
Johnny Clay, récemment sorti de prison, organise un casse pour s'emparer de la caisse d'un champ de course un jour de grande affluence. Avec deux millions de dollars à la clé, les complices ne manquent pas et tous souhaitent la réussite de l'opération. L'opération est un succès, le timing est parfait ; mais c'est sans compter sur l'indiscrétion d'un des complices ainsi que la cupidité et la duplicité de sa femme. Le déclenchement du drame mettra à mal toute cette belle machination.

## Fiche technique
- Titre original : The Killing
- Titre français : L'Ultime Razzia
- Réalisation : Stanley Kubrick
- Assistants-réalisateur : Paul Feiner, Howard Joslin
- Scénario : Stanley Kubrick, d'après le roman Clean Break de Lionel White
- Dialogues : Jim Thompson
- Photographie : Lucien Ballard
- Cadreur : Dick Tower
- Montage : Betty Steinberg
- Musique : Gerald Fried
- Directeur artistique : Ruth Sobotka-Kubrick
- Décors : Harry Reif
- Costumes : Jack Masters, Beaumelle
- Son : Earl Snyder, Joseph Keener
- Producteurs :  James B. Harris et Stanley Kubrick
- Producteur associé : Alexander Singer
- Directeur de production : Clarence Eurist
- Société de production : Harris-Kubrick Productions
- Sociétés de distribution : RKO Pictures, puis United Artists
- Pays de production :  États-Unis
- Langue : anglais américain
- Budget : 320 000 $
- Format : Noir et blanc — 35 mm — 1,37:1 — Son : Mono (RCA Sound System)
- Genre : Drame (cinéma)Drame, film de gangsters, thriller et film noir
- Durée : 80 minutes
- Dates de sortie :
  - États-Unis : 19 mai 1956  (New York, première) | 6 juin 1956 (sortie nationale)
  - Canada : 6 juin 1956
  - Turquie : 6 juin 1956
  - Royaume-Uni : 21 juillet 1956
  - France : 3 octobre 1956
- Affiche : Giuliano Nistri (Italie)

## Distribution

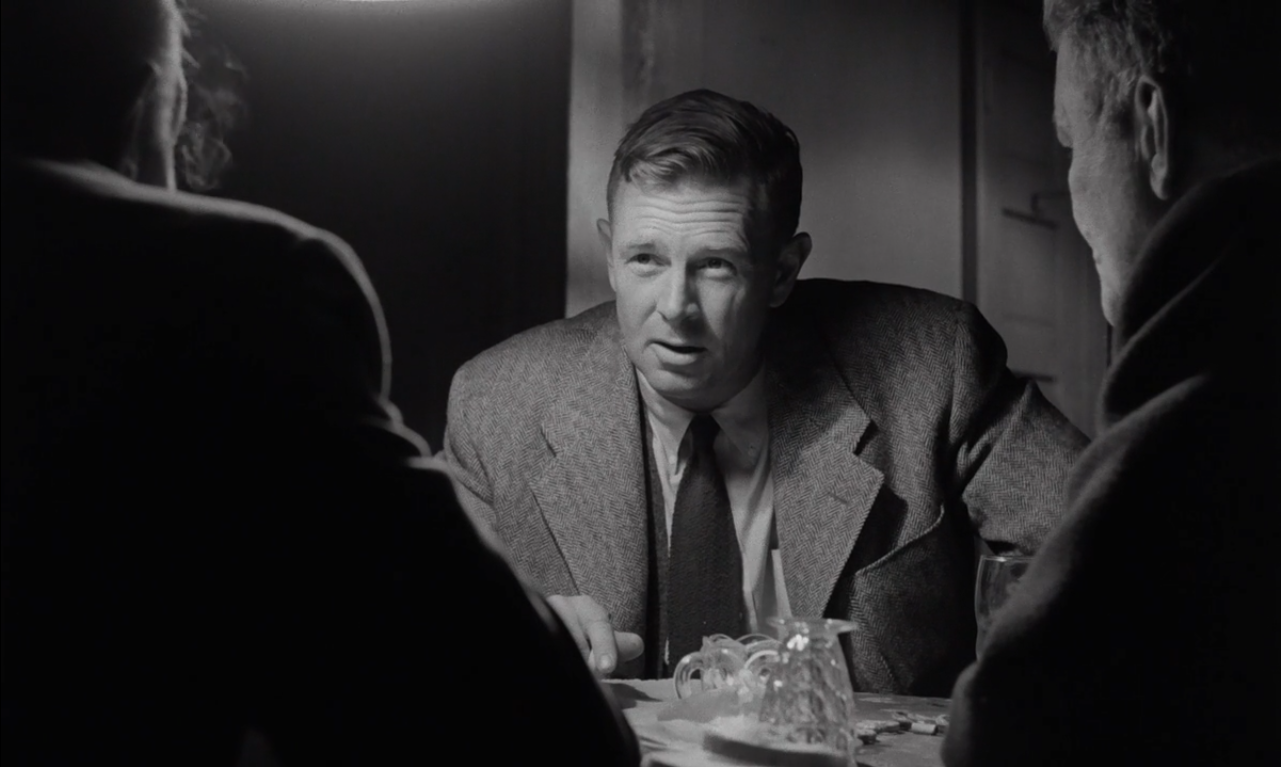
Sterling Hayden dans une scène du film.

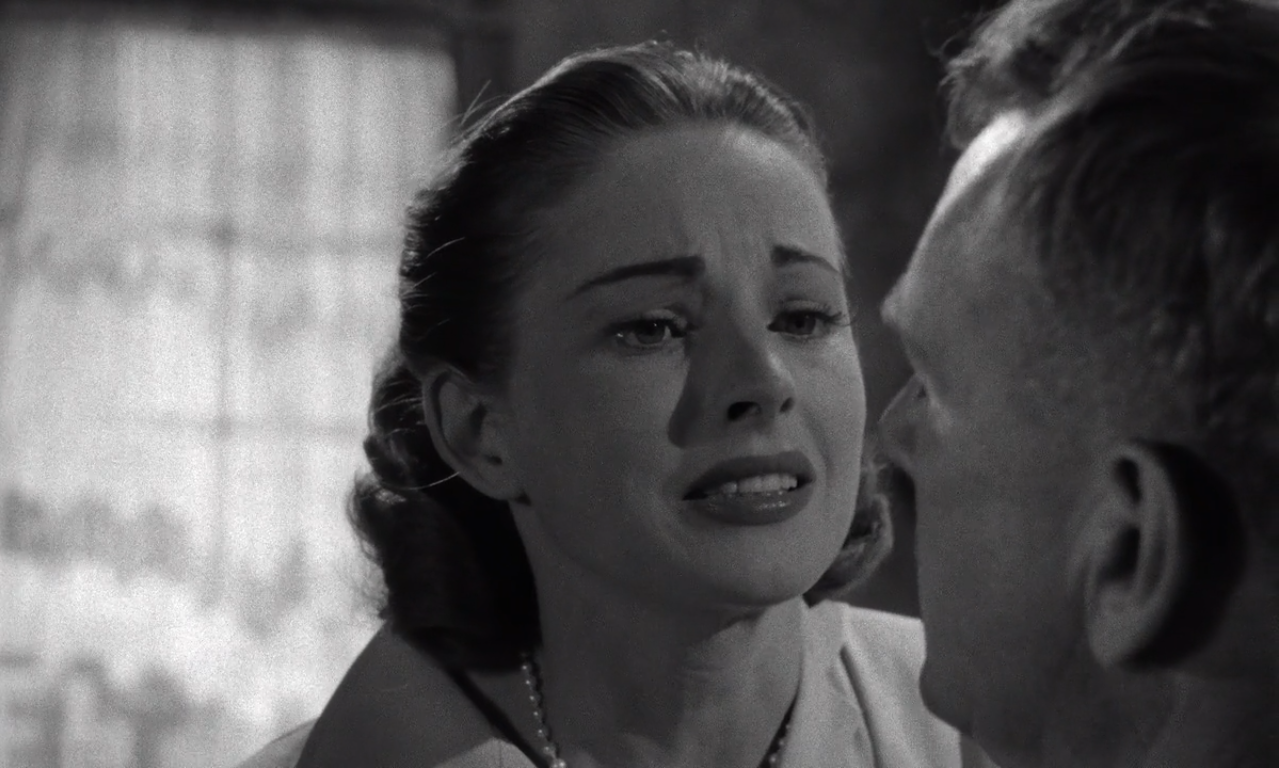
Coleen Gray dans une scène du film.

- Sterling Hayden (VF : Claude Bertrand) : Johnny Clay
- Coleen Gray (VF : Josette Verdier) : Fay
- Elisha Cook Jr. (VF : Marc Cassot) : George Peatty
- Marie Windsor (VF : Claire Guibert) : Stella Peatty (Sherry en V.O.)
- Vince Edwards (VF : Roger Rudel) : Val Cannon
- Jay C. Flippen (VF : Jean Martinelli) : Marvin Unger
- Ted de Corsia (VF : André Valmy) : Randy Kennan (policier)
- Joe Sawyer (VF : Gérald Castrix) : Mike O'Reilly
- James Edwards (VF : Georges Aminel)  : L'employé du parking
- Timothy Carey (VF : Jean Claudio) : Nikki Arane
- Joe Turkel : Tiny
- Jay Adler (VF : Robert Dalban) : Leo 'the Loanshark'
- Kola Kwariani : Maurice Oboukhoff
- Herbert Ellis : Le deuxième commis d'American Airlines
- Tito Vuolo : Joe Piano (gérant d'hôtel)
- Dorothy Adams : Mme Ruthie O'Reilly
- James Griffith : M. Grimes (superviseur aérien)
- Cecil Elliott : La dame avec petit chien
- Art Gilmore (VF : Jean-Claude Michel) : le narrateur
- Charles Cane : Un civil à l'aéroport
- Robert B. Williams : Un civil à l'aéroport

## Autour du film
- Le tournage a débuté le 2 novembre 1955 et s'est déroulé à Los Angeles et San Mateo, en Californie.
- Première grosse production hollywoodienne pour Stanley Kubrick, 26 ans, l'équipe de tournage de The Killing comporte dans ses rangs un directeur de la photographie réputé et respecté : Lucien Ballard. La première scène du film est un long travelling pour lequel Kubrick choisit un objectif de 25 mm et une position très précise. Ballard décide de faire autrement, positionnant la caméra plus loin avec un objectif de 50 mm et expliquant au jeune réalisateur que c'est comme cela qu'il faut faire. Kubrick dit posément à Ballard : « Vous faites comme je l'ai décidé ou vous quittez mon plateau sur-le-champ. » Les deux hommes collaborent ensuite sur ce film sans la moindre contradiction.
- L'Ultime Razzia remporta un succès commercial[réf. nécessaire] qui lança la carrière de Stanley Kubrick. Le film le fit aussi connaître dans les milieux du cinéma. Kirk Douglas, qui tournera pour Kubrick dans Les Sentiers de la gloire, et Marlon Brando remarquèrent son potentiel en découvrant ce film.
- Le titre anglais, The Killing, joue sur le double sens du mot killing: tuerie, mais aussi "to make a killing", ramasser la mise (aux courses).
- L'histoire est basée sur le roman Clean Break de Lionel White (En mangeant de l'herbe, Série Noire). Les droits d'adaptation au cinéma furent d'abord réservés par Frank Sinatra qui avait posé une option mais l'abandonna finalement. C'est alors Jim Thompson qui eut le flair de les reprendre.
- Le film épouse la forme du récit qui utilise de nombreux flashbacks, bousculant la chronologie et de multiples points de vue ; cette façon de procéder influencera Quentin Tarantino pour son film Reservoir Dogs.
- Le personnage de Maurice Oboukhoff est incarné par Kola Kwariani, lutteur professionnel et joueur d’échec géorgien immigré aux États-Unis. La silhouette de Kubrick se perçoit à travers celle de Maurice – on sait que les parents du réalisateur étaient originaires d'Europe de l'Est et que celui-ci appréciait les échecs [3].
- Nikki dit être paraplégique et demande à accéder au champ de course en restant dans la voiture[4]. En 1956 les premières voitures aménagées pour la conduite par les paraplegiques apparurent aux États-Unis[5]. Elles étaient néanmoins très différentes de la voiture conduite par Nikki.

## Remake
Le film a fait l'objet d'un remake par le réalisateur français Pierre-William Glenn sous le titre 23h58, où il transpose l'action lors des 24 Heures Motos en y intégrant des images de la course réelle, ainsi que des images faisant référence au film de Kubrick.

### Sources
- DVD L'Ultime razzia
- Interview de James B. Harris (coproducteur de Docteur Folamour) dans les bonus du DVD Docteur Folamour
- Livre et DVD Stanley Kubrick, a life in pictures, édité par Warner en 2007.